# 勒格罗泰伊
勒格罗泰伊（法語：Le Gros-Theil）是法国厄尔省的一个旧市镇，位于该省北部偏西，属于埃夫勒区。该市镇总面积10.87平方公里，2009年时的人口为931人。
勒格罗泰伊已于2016年1月1日和相邻的圣尼古拉-迪博斯克合并为新市镇"勒博斯克迪泰伊"（法語：Le Bosc du Theil）。勒格罗泰伊为政府驻地。

## 人口
勒格罗泰伊人口变化图示